# Chugurma

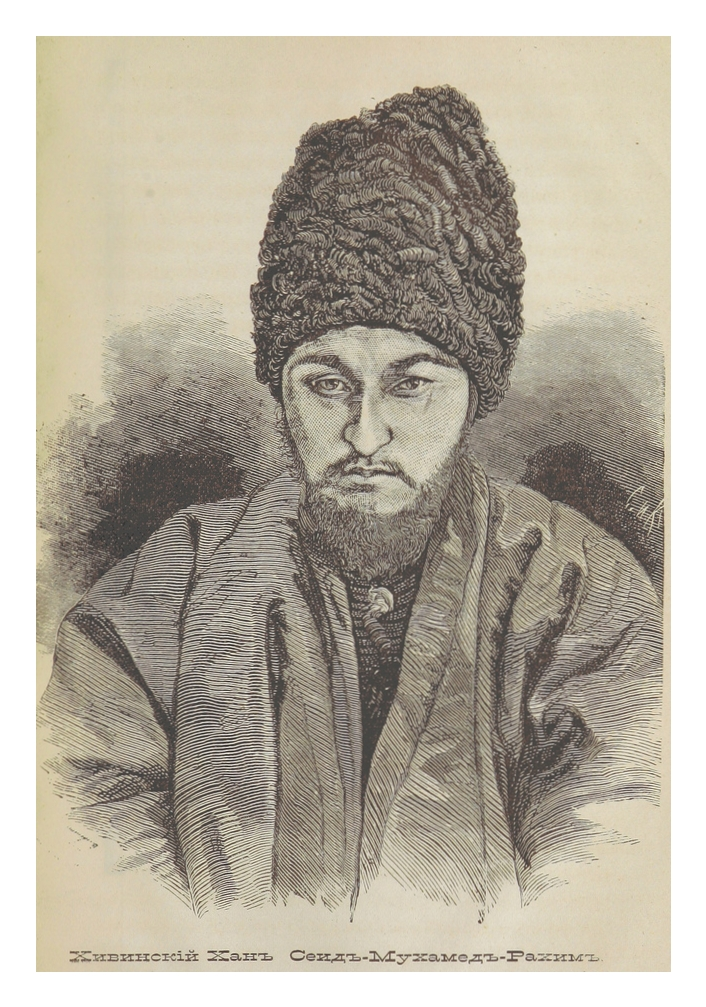
Mohammed Rahim Khan II. (1845–1910) mit gelockter Chugurma (Grafik)

Ein Chugurma (usbekisch. Choʻgirma) ist eine, oft hohe Pelzmütze für Männer, eine nationale Kopfbedeckung der Choresmier in Zentralasien, deren Aussehen auf die Geschichte des alten Choresmien zurückgeht. Während der Existenz des Khanats von Chiwa wurde der Qualität und Praktikabilität der Kopfbedeckung große Aufmerksamkeit geschenkt und Chugurma waren weit verbreitet.

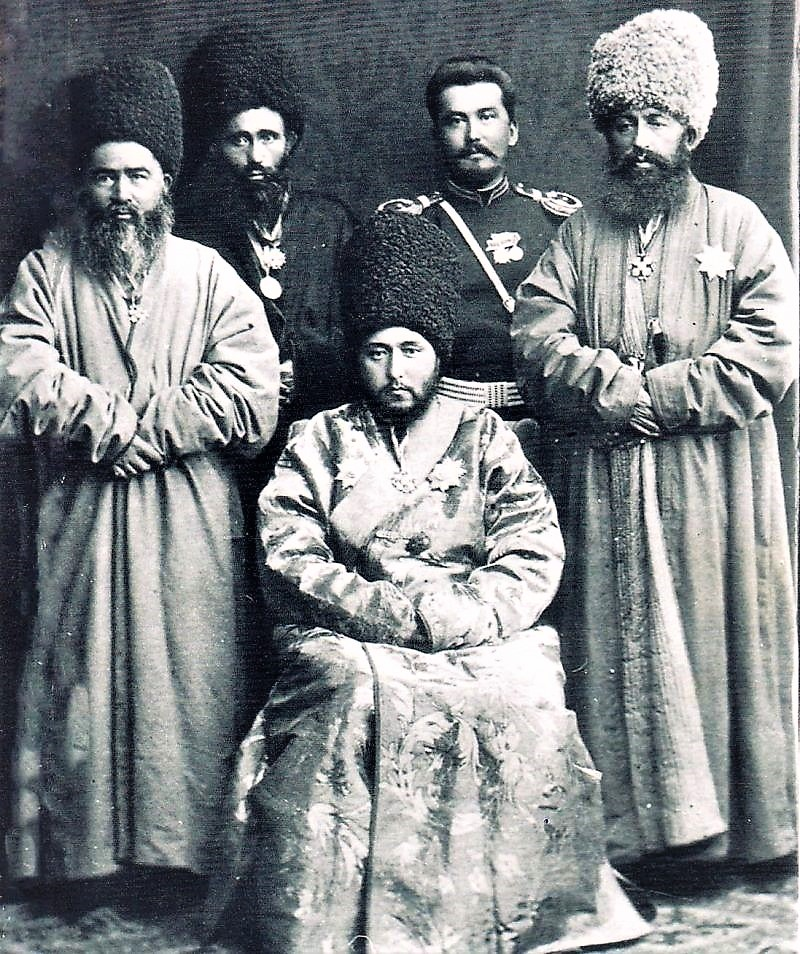
Mehrere Chugurma-Träger bei der Krönung Alexanders III. (1883)

## Beschreibung
Einer der wichtigsten Vorteile dieser Kopfbedeckung ist, dass unter dieser, oft leichten Mütze ein besonderes Mikroklima entsteht. Im Sommer schützt ein Chugurma vor einer Überhitzung und im Winter vor der Kälte.
Zur Zeit des Khanats von Chiwa war am Chugurma auch der gesellschaftliche Stand des Trägers zu erkennen. Zum Beispiel war ein Chugurma aus Astrachanfell beziehungsweise Karakulfell ein Symbol für die Zugehörigkeit zu einem hohen staatlichen oder religiösen Amt. In einigen Fällen, zum Beispiel für einen Khan oder andere hochrangige Beamte, wurde sie aus Fellen mit langem, gelocktem Haar gearbeitet und eine hohe modische Mütze entsprach dem Preis eines Kamels oder eines Hausrinds mit einem Kalb.
Ein Chugurma ist als männliche Pelzmütze eines der Symbole eines Mannes. Daher wird diese Kopfbedeckung bei den Bewohnern von Choresmien sehr geschätzt. Es ist überliefert, dass bis in die 1930er Jahre, wenn ein Mädchen verheiratet werden sollte, ein Chugurma mit aller Kraft auf den Bräutigam geworfen wurde, fiel er dabei, wäre ihm die Heirat verweigert worden.
Die Mützen unterscheiden sich im Aussehen, neben der Höhe, vor allem in dem Material aus dem sie gefertigt sind. Teurere Chugurma, eventuell Feiertagen vorbehalten, wurden unter anderem aus einem guten grauen oder goldenen Astrachan oder aus Marderfell, Otterfell, Fuchsfell oder Bisamfell genäht. Die einfachen wurden aus den Fellen einer besonderen Rasse von Schafen mit seidigem und lockigem Fell, die langhaarigen aus Schaf- oder auch aus Ziegenfellen hergestellt. Männer mittleren Alters trugen bevorzugt graue, ältere weiße und junge farbige Chugurma.

## Herstellung
Die Chugurma genannte Mütze wird von einem Meister hergestellt, der als Chugurmadoz bezeichnet wird. Bei der allgemeinen, sehr ursprünglichen Pelzzurichtung wird das Lammfell gegerbt, indem es jeden zweiten Tag mit bitterer saurer Milch bedeckt und für drei Tage auf einer Stütze in die Sonne gestellt wird, danach wird das restliche Fett abgekratzt. Aus dem so vorbereiteten Fell kann in zwei bis drei Stunden ein Chugurma handgenäht werden. Von innen wurde die Kappe mit Watte ausgekleidet und mit gefärbtem Kattun ausgefüttert. Die Herstellung von Chugurma in Khorezm wurde traditionell nur von Männern durchgeführt. Das Handwerk wurde vererbt, die Meister, die diese Kunst perfekt beherrschten, wurden besonders geschätzt und waren angesehene Bewohner in ihren Dörfern. Die Herstellung der Chugurma als eigener Beruf ist bei den Choresmitern bis heute erhalten geblieben, insbesondere sind die Mützen bei Touristen als Reiseerinnerung gefragt.